# Tony Hanson
Tony Hanson (Kingston, 20 ottobre 1955 – Windham, 25 novembre 2018) è stato un cestista statunitense, professionista in Italia.

## Carriera
Venne selezionato dai New Orleans Jazz al terzo giro del Draft NBA 1977 (50ª scelta assoluta), ma non giocò mai nella NBA.